# Каменград (Лазаревац)
Каменград је амбијетална парковска целина која се налази у Лазаревцу, дело је аутора вајара Богосава Живковића и архитекте Драгане Вукмировић.
У комплекс се улази кроз једну од четири капије, које су повезане ниским заталасаним зидом који опасује ову целину. У центру се налази позорница за мање позоришне представе, монодраме, концерте, књижевне вечери. Оригиналним делима Богосава Живковића представљени су упечатљиви елементи етно наслеђа као што су млински каменови, жрвањ, огњиште, камене клупе. 
Маштовит спој камена и негованог зеленила чини Каменград незаменљивим местом за одржавање културних и фолклорних манифестација.